# Веннбюттель
Веннбюттель (нім. Wennbüttel) — громада в Німеччині, розташована в землі Шлезвіг-Гольштейн. Входить до складу району Дітмаршен. Складова частина об'єднання громад Міттельдітмаршен.
Площа — 4,54 км2. Населення становить 87 ос. (станом на 31 грудня 2020).